# Sorin Group
Sorin Group S.p.A. — группа компаний, базировавшаяся в Италии, но со значительными операциями во Франции, США и Японии. Она специализировалась на разработке и производстве медицинских изделий, в основном относящихся к области сердечно-сосудистой хирургии. Её производственные линии включали искусственные клапаны сердца, оксигенаторы, комплекты перфузионных трубок, аксессуары для кардиохирургии и торакальной хирургии, устройства мониторинга медицинских данных, аппараты искусственного кровообращения, системы аутотрансфузии и канюли, а также линию продуктов для управления кровью пациентов.
Sorin Group была основана как исследовательская компания в городе Салуджа в Пьемонте, принадлежащая в основном Fiat, была преобразована в биомедицинскую компанию после национализации электрической системы Италии, позже продана SNIA S.p.A., и, наконец, выделена как отдельная компания, котирующаяся на Миланской фондовой бирже.
26 февраля 2015 года Sorin Group объявила о слиянии с другой компанией по производству медицинских устройств Cyberonics с созданием в Лондоне новой компании под названием LivaNova.

## История
Общество по исследованию ядерных установок (итал. Società Ricerche Impianti Nucleari, SORIN) было основано в 1956 году Fiat и Montecatini, двумя крупнейшими промышленными объединениями Италии. Оно было создано как экспериментальный центр с реактором для исследований материалов и не имело целей в медицинской сфере. Тем не менее, оно накопило значительные технологические знания во всех основных областях науки, поскольку ядерная энергия требует опыта во многих областях, от электроники до химии, от материаловедения до экспериментальной физики, и за 10 лет SORIN стал хранилищем знаний и навыков.
В 1960-е годы, когда атомная энергетика пострадала от кризиса, вызванного национализацией электроэнергетических компаний, SORIN изменило тематику бизнеса, сосредоточившись на технологиях, связанных с медициной, и сменила название на Sorin Biomedica (Fiat Group). Компания вскоре стала прибыльной и самодостаточной, став единственной европейской исследовательской компанией в области ядерных исследований, которая смогла превратиться в промышленную компанию с обширными технологическими возможностями. В 1985 году компания разместила свои акции на Миланской фондовой бирже. В 1986 году она перешла во владение SNIA S.p.A., которой Fiat передал 75 % акций Sorin Biomedica.
В 1992 году Sorin Biomedica приобрела Shiley Laboratories Inc., являвшуюся подразделением сердечно-сосудистых устройств группы, возглавляемой американской компанией Pfizer Inc. и создавшую поворотно-дисковый протез клапана сердца Björk–Shiley. Приобретение включало также дочерние итальянскую компанию Dideco, являвшуюся европейским лидером на рынке продуктов для экстракорпорального кровообращения и аутотрансфузии, и компанию Stöckert, ведущего мирового производителя и дистрибьютора аппаратов искусственного кровообращения. Благодаря этому приобретению Sorin Biomedica зарекомендовала себя как международный игрок с лидирующими позициями в Европе и глобальной дистрибьюторской сетью, с особенно эффективным присутствием на высокодоходном японском рынке. Проникновение на рынок США — крупнейший в мире — оставалось ограниченным.
В 1996 году компания запустила собственный проект по разработке линии продуктов для коронарной ангиопластики (катетеры и стенты). В этом быстро растущем бизнесе она смогла извлечь выгоду из технологической перекрёстной синергии и использовать свой двадцатилетний опыт в разработке искусственных клапанов сердца. В 1999 году Sorin Biomedica начала продавать свой Sorin CarboStent, который за несколько лет завоевал значительную долю рынка благодаря своим выдающимся клиническим характеристикам.
В 1997 году компания прекратила свою деятельность в области иммунодиагностики, поскольку эта тема потребовала бы значительных инвестиций в исследования и разработки, чтобы идти в ногу с технологическим развитием. Кроме того, они не давали синергизма с деятельностью по сердечно-сосудистым медицинским устройствам, которая стала её основным бизнесом после приобретения Shiley Laboratories Inc.
В мае 1999 года SNIA S.p.A. купила Cobe Cardiovascular, компанию, базирующуюся в Денвере, штат Колорадо, которая была её основным конкурентом на рынке кардиохирургии. Это приобретение позволило Sorin Biomedica занять лидирующие позиции на мировом рынке и сдело её лидером отрасли в США. Деятельность подразделений Shiley Laboratories Inc. была перенесена в Денвер, а торговые организации Cobe / Dideco / Sorin были быстро оптимизированы.
В 2000 году Sorin Biomedica была поглощена материнской SNIA S.p.A., а её акции сняты с листинга. В мае 2001 года Snia Group приобрела у французской Sanofi-Synthélabo компанию Ela Medical с производственными мощностями в Париже, что укрепило позиции группы на рынке управления сердечным ритмом (кардиостимуляторы и имплантируемые дефибрилляторы). Активы Ela Medical включают обширный портфель патентов, присутствие в прямых продажах на рынке США и линейку продуктов, одобренных FDA, а также значительную долю европейского рынка.
В апреле 2002 года Snia Group приобрела у Dialinvest S.A. контроль над французской компанией Soludia, специализирующейся на производстве растворов для диализа, укрепив портфель продуктов и присутствие в Европе. В январе 2003 года Snia Group приобрела у Centerpulse американского производителя механических клапанов сердца CarboMedics Group, базирующегося в Остине, штат Техас, и Mitroflow, канадского производителя биологических клапанов. Это приобретение значительно укрепило позиции группы в сердечно-сосудистой промышленности, расширило её проникновение на рынок США и сделало её мировым лидером в области механических клапанов сердца, одновременно расширив её присутствие на рынке биологических клапанов.
После разделения Snia Group в январе 2004 года, Sorin Group, возглавляемая холдинговой компанией Sorin S.p.A., была зарегистрирована на Интернет-рынке акций Borsa Italiana самостоятельно.
19 февраля 2013 года было объявлено о приобретении компании Alcard Industria Mecanica в Сан-Паулу. Эта компания является производителем аппаратов искусственного кровообращения и одноразовых принадлежностей для бразильского рынка.

## Дочерние компании
- Bellco Srl, базирующаяся в Мирандоле, производит оборудование в области гемодиализа для лечения хронической почечной недостаточности;
- CarboMedics Inc., базирующаяся в Остине, имеющая производственные мощности в Остине и Ванкувере, производит механические и биологические клапаны сердца и другие биологические изделия для восстановления клапанов сердца;
- Cobe Cardiovascular, базирующаяся в Денвере, производит оксигенаторы для хирургии и распространяет аппараты для сердца и легких;
- Dideco S.r.l, базирующаяся в Мирандоле, разрабатывает и производит оксигенаторы и системы экстракорпорального кровообращения, используемые при операциях на открытом сердце;
- Ela Medical S.A.S., базирующаяся в Париже, производит кардиостимуляторы и дефибрилляторы;
- Soludia S.A.S., имеет штаб-квартиру и завод в Тулузе, производит концентрированные растворы для диализа в порошке, жидкости и вливании для диализа;
- Sorin Biomedica Cardio S.r.l. производит сердечные клапаны и коронарные стенты, имеет эксклюзивные технологии, такие как Carbofilm;
- Sorin Biomedica CRM S.r.l. производит кардиостимуляторы, электроды и программаторы;
- Sorin Group Deutschland GmbH, базирующаяся в Мюнхене, производит аппараты сердца и лёгких для экстракорпорального кровообращения;

## Протезы клапанов сердца Sorin Biomedica

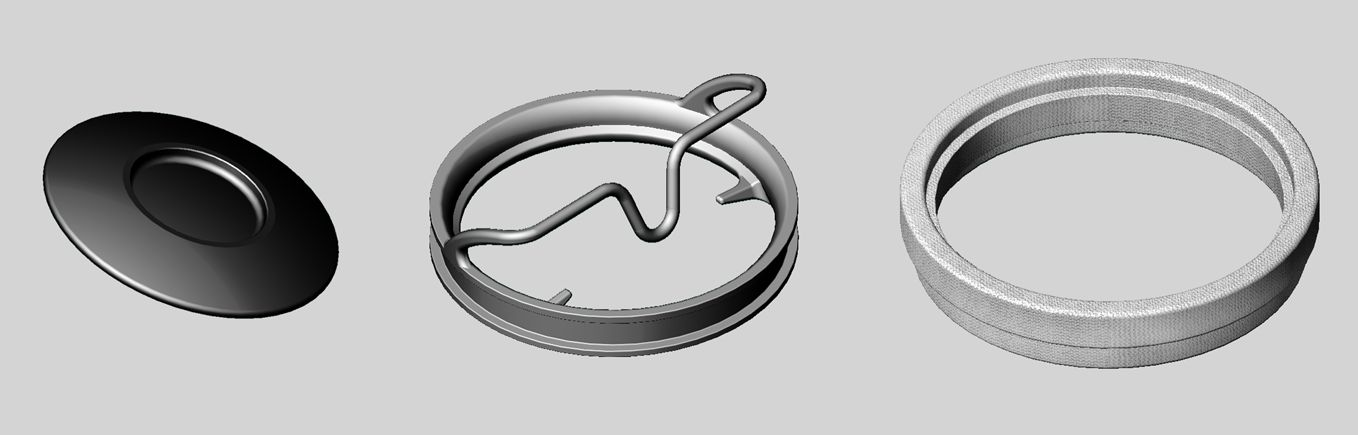
Состав элементов поворотно-дискового протеза.
Слева направо:
* диск (запирающий элемент);
- корпус с большим и малыми ограничителями хода;
- пришивная манжета.

Компания Sorin Biomedica стала первым в зарубежной Европе производителем протезов клапана сердца с поворотным диском. Протез марки Monocast применяется в клинике с 1977 года по настоящее время. В 1986 году в модели Sorin Carbocast была внедрена пришивная манжета с углеродным покрытием. К 1988 году относится начало выпуска протеза Sorin Allcarbon, корпус которого выполняется из стеллита с углеродным покрытием Carbofilm. Каплеобразные ограничители, улучшающие гемодинамику, изготовляются с использованием процесса микроотливки во избежание образования неструктурности материала. Графитовый запирающий диск покрывают пиролитическим углеродом, а внутренняя часть пришивной тефлоновой манжеты — турбостатическим углеродом для снижения риска разрастания тканей (паннуса). В диске размещена рентгеноконтрастная танталовая проволока. Диаметр пришивной манжеты составляет от 19 до 31 мм для аортальной позиции и 19—33 мм для митральной, при диаметрах гидродинамического отверстия 14—24 мм. Степень подвижности диска составляет 60° от открытого до закрытого положения. Модификация этого клапана с одной выходной удерживающей диск стойкой, по аналогии с протезом Bjork—Shiley Monostrut, получила название Sorin Monostrut X.

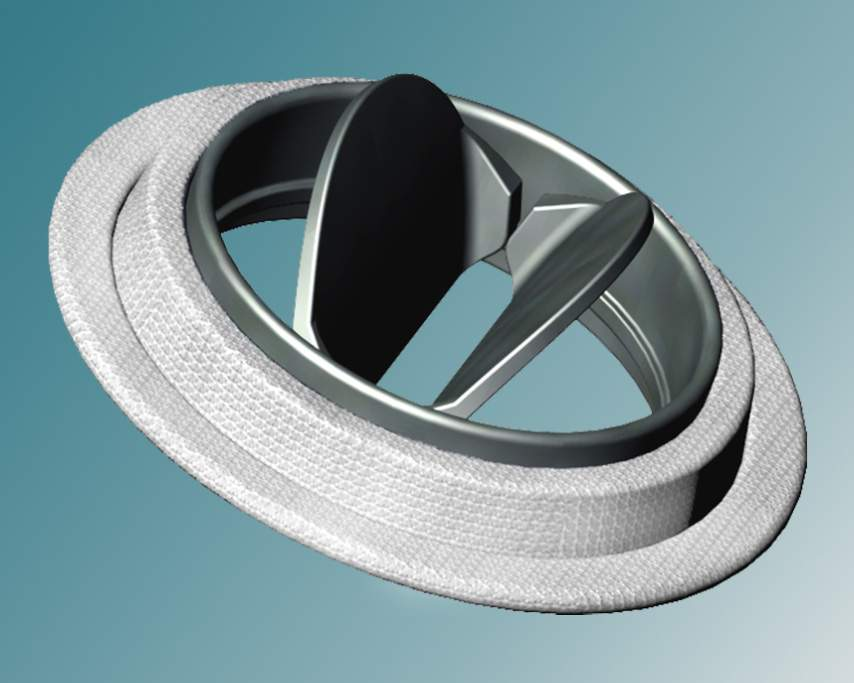
Двустворчатый протез.

В 1990 году компания начала выпуск двустворчатых клапанов Sorin Bicarbon. Она объединила изогнутые створки из пиролитического углерода, напоминающие конструкцию Edwards Duromedics, с титановым корпусом, покрытым углеродной плёнкой, снижающей тромбогенность протеза. Такое решение упростило технологию производства корпуса. Пришивная манжета, сделанная из двойного велюрового политетрафторэтилена, также имеет углеродное покрытие. Угол открытия клапана составляет 80°, створки и корпус являются рентгеноконтрастными. Изогнутые створки обеспечивают равенство трёх проходных отверстий клапана. Кроме того, подвешивающий шарнирный механизм устроен так, что пропускает незначительный обратный ток крови вблизи подвесных устройств («ушек» створок), способствуя «промыванию» данной области и снижению риска тромбоза даже в закрытой позиции клапана. Стандартная модель Sorin Bicarbon имеет диаметры седла искусственного клапана сердца по пришивной манжете 19—31 мм для аортальной и 19—33 мм митральной позиций. Модель Sorin Bicarbon Fitline отличается уменьшенной пришивной манжетой при тех же размерах. За время использования протеза данных о его механической дисфункции нет, однако был выявлен износ углеродного покрытия на каркасном кольце из титана и на шарнирном механизме «бабочек». Этот износ не вызывал дисфункцию клапана.
Модель Bicarbon Slimline отличается меньшими размерами пришивной манжеты, что позволяет имплантировать более крупные по гидродинамическому отверстию протезы в заданный диаметр фиброзного кольца пациента. Такая конструкция снижает градиенты давления на протезе и увеличивает эффективную площадь его гидродинамического отверстия, что улучшает общую гемодинамику.
В 1985 году компания также внесла вклад в производство каркасных перикардиальных протезов, выпустив модель Sorin Pericarbon. В целом такие протезы характеризуются как те, в которых неживые, специально обработанные биологические ткани зафиксированы на опорном каркасе (стенте), покрытом синтетической тканью. Клапан отличался от других тем, что его пришивная манжета была покрыта антитромбогенным, гемосовместимым углеродным покрытием Carbofilm.